# 三條之方
三條夫人（1521年—1570年8月29日），日本戰國時代的女性、甲斐國的守護大名——武田信玄的繼室。左大臣三條公賴的次女。姊姊是細川晴元的夫人、妹妹則是本願寺顯如的夫人（如春尼）。子女為武田義信、黃梅院（後北條氏政之妻）、海野信親（亦即武田龍芳）、武田信之以及見性院（穴山梅雪之妻）。
由於本名不詳，因此被稱為『三條之方』、『三條夫人』美人妻

## 略歷
三條夫人出生於京都的三條府邸。三條家是清華七家的其中一家，在公家之中地位僅遜於攝關家，最高官位為太政大臣。天文5年（1536年），三條夫人在駿河國的今川氏的仲介之下，嫁給武田信玄。其後，她與信玄之間生有義信、黃梅院、信親、信之及見性院等三男二女。
・隨著父親三條公賴在大宁寺之变中陶隆房的叛乱而被杀。義信的謀反，兩年後病逝。信親的失明、信之的夭折。住在北條家，黄梅院病逝。三條夫人，在元龜元年（1570年）舊曆7月28日病逝，享年50歲。
她的墓地是位於甲府市的圓光院，法號為「圓光院殿梅岑宗蘤大禪定尼」。

## 人物
根據圓光院的葬儀紀錄，快川紹喜形容三條夫人『長得非常美麗、虔誠信佛、總是包容身邊所有人，擁有如同春天陽光的溫柔親切的品格，與信玄公感情甚篤、夫妻間相處和睦』。

## 小說的影響
基於長子義信的謀反、諏訪氏出身的側室——諏訪御料人的兒子勝賴繼承武田家家督等史實，以及電視劇及小說等作品的影響，坊間流傳她與信玄關係不睦及『惡妻』的說法。在這些流言中，三條夫人既醜陋又愚昧而且愛炫耀公家門第，完全是傲慢善妒的惡妻的負面形象。
這些負面形象大多出自新田次郎的小說『武田信玄』。不過，在小說被拍成NHK大河劇的時候，紺野美沙子所飾演的三條夫人則被刻劃成因為思慕信玄過度而嫉妒諏訪御料人、將諏訪御料人標籤為情敵的普通女人。小說中的惡婦成份則由小川真由美所飾演的侍女八重承擔。不僅如此，在該劇的中段以後，三條夫人的角色發展至努力建立與諏訪御料人及嶺松院的良好關係、深深反省自己的善良角色。
再者，在目前的史料中並沒有能證明『惡妻說』及『不和睦說』的記載。從她與信玄生有五個孩子来看，夫妻關係不和睦的可能性並不大。大概由於諏訪御料人是最後成為武田家當主武田勝賴的生母，因此小說家以此美化信玄和諏訪御料人的關係而把三條夫人描繪為惡妻。綜合上述的考慮，她和信玄的關係絕對不壞。
在2007年NHK大河剧《风林火山》（井上靖原作）里，与原作所描写的不同，三条夫人被塑造为可怜纤细的少女形象。池胁千鹤所饰演的三条夫人完全没有任何的傲慢，只是一位既爱慕着信玄，又有着坚强内心的女性。唯一一次在诹访御料人处看到其收藏的武田信玄的连歌，因女性心理而说除了令人不快的话。但紧接着又回归到含着眼泪的连贯纯真的少女角色。在这部大河剧里她和诹访御料人的角色形象“软”“硬”互换，各自做了180°大转弯，被认为是制作方向既有的历史成见所做的挑戰。